# Alessandro Benedetto Sobieski
Alessandro Benedetto Stanilaso Sobieski, in polacco Aleksander Benedykt Stanisław Sobieski (pronuncia polacca: [alɛˈksandɛr bɛˈnɛdɨkt staˈɲiswaf sɔˈbjɛskʲi]; Danzica, 9 settembre 1677 – Roma, 16 novembre 1714) è stato un nobile, diplomatico e religioso polacco, principe di Polonia, figlio secondogenito del re Giovanni III di Polonia.

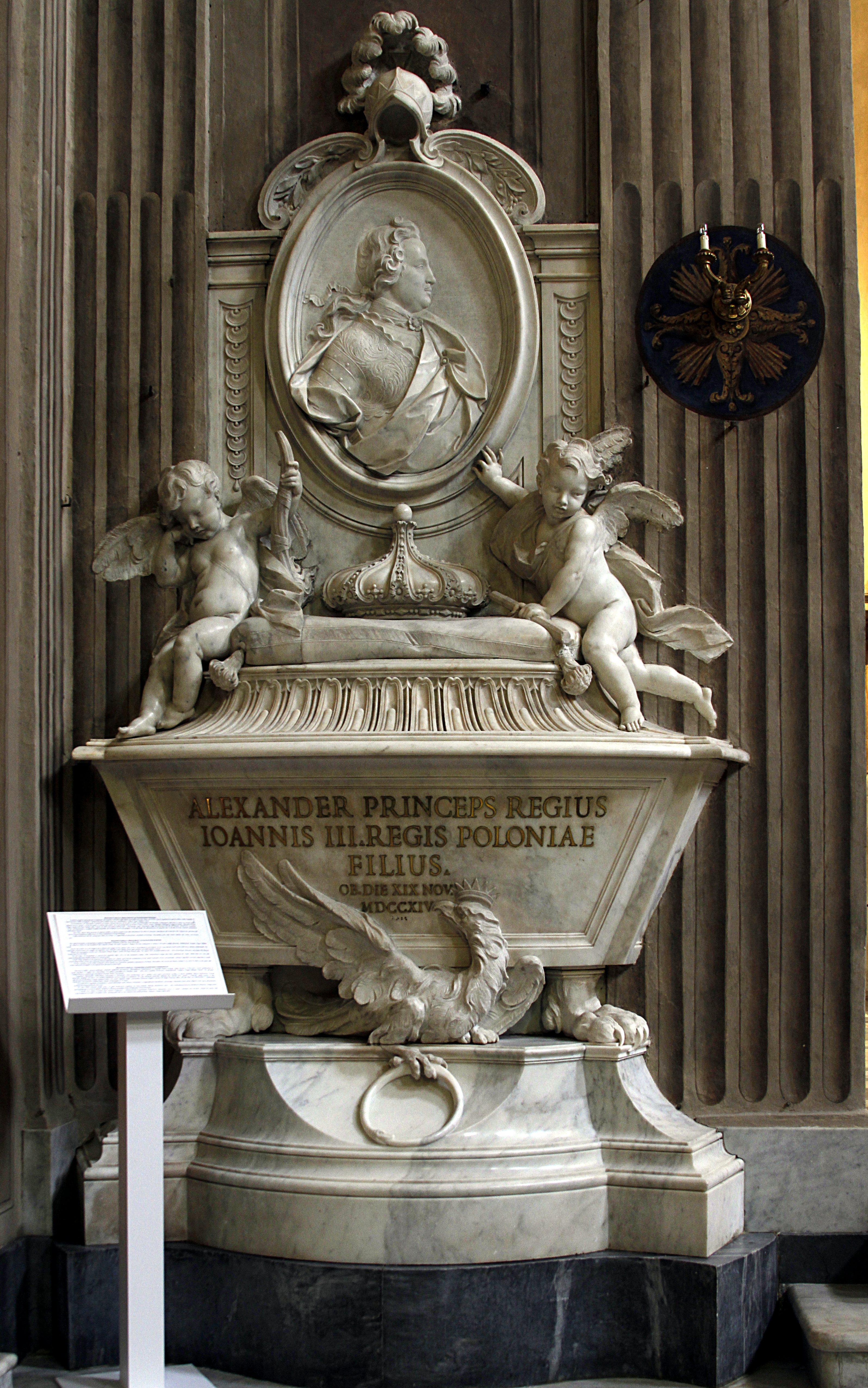
Camillo Rusconi, Monumento funebre di Alessandro Sobieski, 1728, Santa Maria Immacolata a via Veneto, Roma.

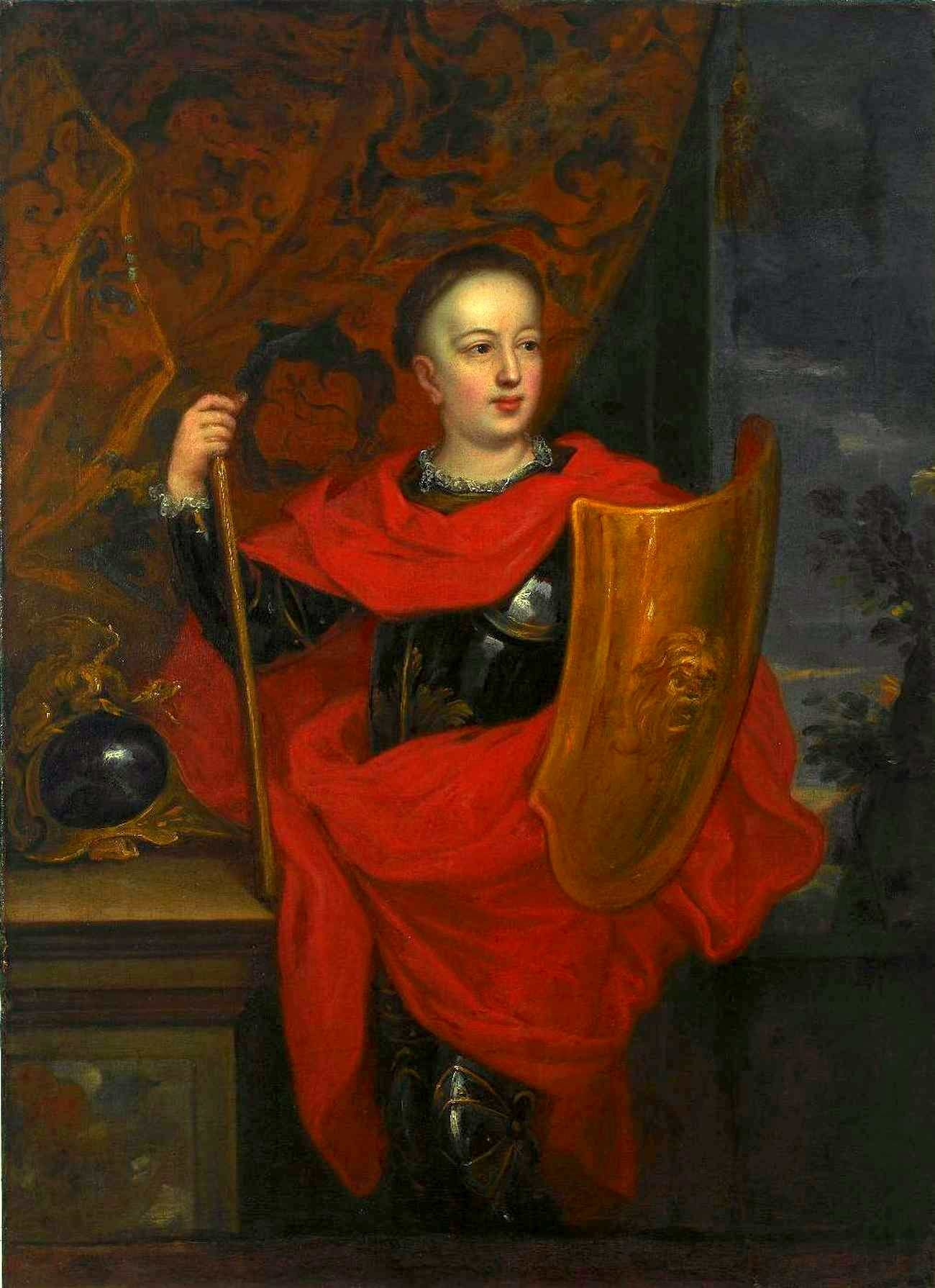
Jerzy Siemiginowski-Eleuter, Aleksander Sobieski, 1690. Alessandro viene ritratto con la czupryna, tipica pettinatura diffusa dell'epoca.

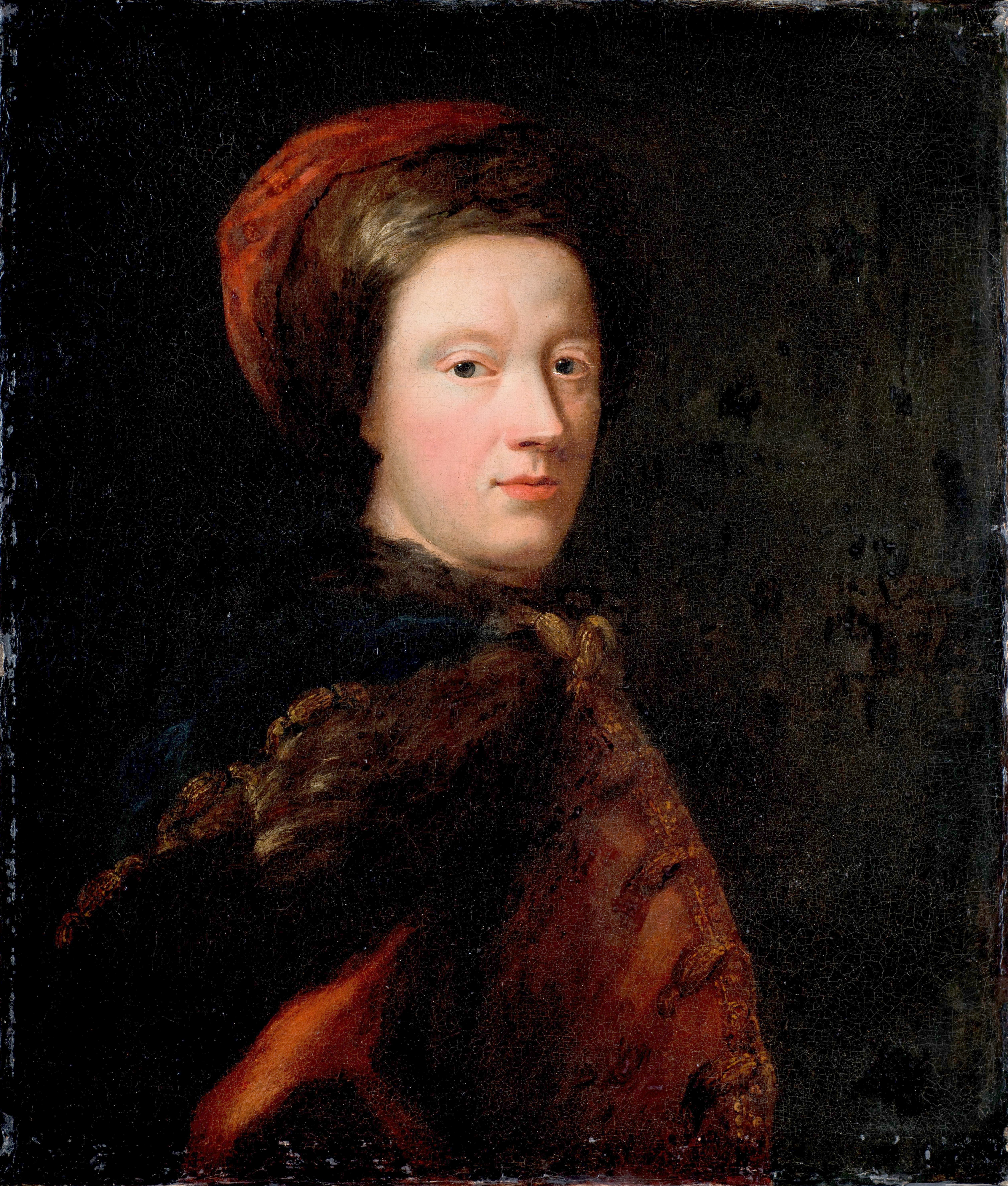
Alessandro in un ritratto di Jan Kupecký.

Fu candidato per l'elezione al trono polacco nel 1697, dopo la morte del padre, ma non ebbe successo. Nel 1702 rifiutò l'offerta di Carlo XII di Svezia di insediarlo come re rivale di Augusto II di Polonia. Morì a Roma nel 1714, divenuto da poco frate cappuccino.
Fu membro dell'Accademia dell'Arcadia col nome di Armonte Calidio.

## Biografia

### Infanzia ed educazione
Durante l'infanzia era molto istruito e imparò a parlare fluentemente diverse lingue. Nel 1691 accompagnò il padre in una spedizione militare in Moldavia.
Nell'ottobre 1696, mentre si trovava a Parigi, chiese un'audizione a Luigi XIV sotto il nome di marchese di Jarosław. Dopo la morte di suo padre nel 1696, Sobieski fu presentato alla nobiltà nel 1697 come candidato per l'elezione al trono polacco, poiché Giovanni III era in conflitto con il figlio maggiore Giacomo Luigi. Sobieski non ebbe successo e, in seguito a ciò, non fu molto coinvolto in politica.
Il 19 gennaio 1698, insieme a suo fratello, Costantino Ladislao, organizzò un ballo a Varsavia, in onore del neo-incoronato re Augusto II. Durante la campagna di settembre di Augusto II contro i tartari, Sobieski faceva probabilmente parte dell'accampamento del re. Sobieski fu costantemente al seguito di sua madre dal 1696 al 1698.
Nel novembre 1698, lui e sua madre furono ricevuti dall'imperatore Leopoldo I ed Eleonora Maddalena del Palatinato-Neuburg durante i suoi viaggi in Italia.

### Carriera politica
Nel marzo del 1700 giunse a Roma e fu nominato Cavaliere dell'Ordine di San Michele. A dicembre, dalle mani dell'ambasciatore francese, l'allora principe Luigi di Monaco, ricevette l'Ordine dello Spirito Santo. Nell'estate del 1702, Charles de Caradas, marchese di Heron, membro del Sejm (parlamento) in Polonia, suggerì che Alessandro fosse proposto al trono d'Ungheria. Nello stesso anno il principe rimase a Oława e non accompagnò i suoi fratelli in una spedizione in Sassonia, tuttavia si recò a Breslavia dove ebbe una relazione con l'ex amante di Augusto II, Anna Aloysia Esterle.
Alessandro combatté al fianco di Carlo XII durante la sua campagna in Sassonia, nel 1706. Dopo il rilascio dei suoi fratelli in base ai termini del Trattato di Altranstädt, interruppe il suo impegno in politica.

### La passione per le arti
Nel 1710 si stabilì a Roma. Sempre nel 1709, sotto lo pseudonimo di Armonte Calidio, entrò a far parte dell'Accademia dell'Arcadia e della Congregazione di letterati, artisti e studiosi. Durante gli incontri recitava spesso le sue poesie scritte in latino. Alessandro per tutta la vita fu appassionato di teatro. Creò la sua versione del dramma nobile arcadico. Negli anni 1710-1713 completò la composizione di diverse opere, in collaborazione con il compositore Domenico Scarlatti e lo scenografo Filippo Juvarra. A lui è stata intitolata una nave di Danzica, la Printz Alexander von Pohlen.

#### Il ritiro spirituale e la morte
Divenne un monaco cappuccino, poco prima di morire espresse la volontà di essere sepolto con l'abito monacale nella cripta della Chiesa di Santa Maria della Concezione dei Cappuccini, a Roma. Nonostante avesse chiesto un rito funebre breve e povero, papa Clemente XI ordinò a sue spese un funerale fastoso e solenne, memore delle imprese del padre, re Giovanni III che fu definito Defensor Fidei. Il fratello Giacomo, dopo 14 anni dalla morte di Alessandro fece richiesta di erigere un monumento funebre, da porre al posto del tumulo originario, molto anonimo. Il monumento fu scolpito nel 1728 da Camillo Rusconi.

## Ascendenza
|                                                               |                                          |                                                | Genitori                                       |  |  | Nonni |  |  | Bisnonni                                        |  |  | Trisnonni    |  |
|                                                               |                                          |                                                |                                                |  |  |       |  |  | Marek Sobieski, voivoda e castellano di Lublino |  |  | Jan Sobieski |  |
|                                                               |                                          |                                                |                                                |  |  |       |  |  | Marek Sobieski, voivoda e castellano di Lublino |  |  | Jan Sobieski |  |
|                                                               |                                          | Katarzyna Zofia Gdeszyńska                     |                                                |  |  |       |  |  | Marek Sobieski, voivoda e castellano di Lublino |  |  |              |  |
| Jakub Sobieski, voivoda di Belsk, castellano di Cracovia      |                                          |                                                |                                                |  |  |       |  |  | Marek Sobieski, voivoda e castellano di Lublino |  |  |              |  |
|                                                               |                                          | Jadwiga Snopkowska                             | Jakub Snopkowski                               |  |  |       |  |  |                                                 |  |  |              |  |
|                                                               |                                          | Jadwiga Snopkowska                             | Jakub Snopkowski                               |  |  |       |  |  |                                                 |  |  |              |  |
|                                                               |                                          | Jadwiga Snopkowska                             | Jadwiga Herburtowna                            |  |  |       |  |  |                                                 |  |  |              |  |
| Jan III Sobieski, re di Polonia                               |                                          | Jadwiga Snopkowska                             |                                                |  |  |       |  |  |                                                 |  |  |              |  |
|                                                               |                                          | Jan Daniłowicz                                 | Stanisław Daniłowicz                           |  |  |       |  |  |                                                 |  |  |              |  |
|                                                               |                                          | Jan Daniłowicz                                 | Stanisław Daniłowicz                           |  |  |       |  |  |                                                 |  |  |              |  |
|                                                               |                                          | Jan Daniłowicz                                 | Katarzyna Tarło                                |  |  |       |  |  |                                                 |  |  |              |  |
| Theophila Zofia Danilowiczówna, erede di Zhovka               |                                          | Jan Daniłowicz                                 |                                                |  |  |       |  |  |                                                 |  |  |              |  |
|                                                               |                                          | Zofia Żółkiewska                               | Stanisław Żółkiewski                           |  |  |       |  |  |                                                 |  |  |              |  |
|                                                               |                                          | Zofia Żółkiewska                               | Stanisław Żółkiewski                           |  |  |       |  |  |                                                 |  |  |              |  |
|                                                               |                                          | Zofia Żółkiewska                               | Regina Herburtowna                             |  |  |       |  |  |                                                 |  |  |              |  |
| Aleksander Benedykt Sobieski                                  |                                          | Zofia Żółkiewska                               |                                                |  |  |       |  |  |                                                 |  |  |              |  |
|                                                               | Antoine de La Grange, marchese d'Arquien | Charles de La Grange, signore di Montigny      |                                                |  |  |       |  |  |                                                 |  |  |              |  |
|                                                               | Antoine de La Grange, marchese d'Arquien | Charles de La Grange, signore di Montigny      |                                                |  |  |       |  |  |                                                 |  |  |              |  |
|                                                               | Antoine de La Grange, marchese d'Arquien | Louise de Rochechouart, signora di Boiteaux    |                                                |  |  |       |  |  |                                                 |  |  |              |  |
| Henri Albert de La Grange, marchese d'Arquien (poi cardinale) | Antoine de La Grange, marchese d'Arquien |                                                |                                                |  |  |       |  |  |                                                 |  |  |              |  |
|                                                               |                                          | Anne d'Ancienville                             | Louis d'Ancienville, visconte di Souille       |  |  |       |  |  |                                                 |  |  |              |  |
|                                                               |                                          | Anne d'Ancienville                             | Louis d'Ancienville, visconte di Souille       |  |  |       |  |  |                                                 |  |  |              |  |
|                                                               |                                          | Anne d'Ancienville                             | Françoise de la Platiere, baronessa d'Espeisse |  |  |       |  |  |                                                 |  |  |              |  |
| Marie-Casimire-Louise de la Grange d'Arquien                  |                                          | Anne d'Ancienville                             |                                                |  |  |       |  |  |                                                 |  |  |              |  |
|                                                               |                                          | Baptiste de La Châtre, signore di Breuillebaut | Jean de La Châtre, signore di Breuillebaut     |  |  |       |  |  |                                                 |  |  |              |  |
|                                                               |                                          | Baptiste de La Châtre, signore di Breuillebaut | Jean de La Châtre, signore di Breuillebaut     |  |  |       |  |  |                                                 |  |  |              |  |
|                                                               |                                          | Baptiste de La Châtre, signore di Breuillebaut | Madelene de Cluys                              |  |  |       |  |  |                                                 |  |  |              |  |
| Françoise de La Châtre                                        |                                          | Baptiste de La Châtre, signore di Breuillebaut |                                                |  |  |       |  |  |                                                 |  |  |              |  |
|                                                               |                                          | Gabrielle Lamy                                 | Bonaventure Lamy, signore di Loury             |  |  |       |  |  |                                                 |  |  |              |  |
|                                                               |                                          | Gabrielle Lamy                                 | Bonaventure Lamy, signore di Loury             |  |  |       |  |  |                                                 |  |  |              |  |
|                                                               |                                          | Gabrielle Lamy                                 | Louise de La Marche                            |  |  |       |  |  |                                                 |  |  |              |  |
|                                                               |                                          | Gabrielle Lamy                                 |                                                |  |  |       |  |  |                                                 |  |  |              |  |